# 及川一夫
及川 一夫（おいかわ かずお、1929年5月9日 - 2009年4月11日）は、日本の政治家。参議院議員（2期）。

## 来歴・人物
宮城県仙台市生まれ。全電通委員長などを経て、1986年、日本社会党から第14回参議院議員通常選挙に出馬し、初当選。以後、参議院決算委員長、参院逓信委員長、社民党政審会長を務めた。
1999年秋の叙勲で勲二等瑞宝章受章。
政界引退後は、特定非営利活動法人日中協力促進会会長なども務めた。2009年4月11日、クモ膜下出血のため千葉県船橋市の病院で死去、79歳。死没日をもって従四位に叙される。

## 政策
- 選択的夫婦別姓制度導入に賛同。